# Apiònids
Els apiònids (Apionidae) són una família de coleòpters polífags de la superfamília dels curculionoïdeus. La seva posició taxonòmica és controvertida, molts taxonomistes la consideren una subfamília dins la família Brentidae. Se n'han descrit unes 1900 espècies.
Són coleòpters menuts amb una llargada del cos d'entre 1 a 4 mm. El cos d'alguns té la forma d'una pera i d'aquí el seu nom científic (ἃπιον, Apion, en grec: "pera"). Algunes espècies s'alimenten de cultius i es consideren plagues agrícoles. Altres espècies, com Apion ulicis s'han fet servir als Estats Units i Nova Zelanda per combatre la planta invasora Ulex europaeus, de la qual se n'alimenta.

## Alguns gèneres
- Apion
- Alocentron
- Aspidapion
- Malvapion
- Protapion
- Pseudaplemonus